# النادي النسائي للإعلانات
النادي النسائي للإعلانات هو جمعية للنساء اللواتي يعملن في مجال الإعلان. بدأت مثل هذه الأندية في الولايات المتحدة والمملكة المتحدة في أوائل القرن العشرين بعد أن تم تأسيس النساء في هذه المهنة ولكنهن مُنعن من الانضمام إلى منظمات الرجال.
تأسست الجمعية النسائية للإعلانات في لندن في عام (1910). توقف هذا في نهاية الحرب العالمية الأولى وتبعه النادي النسائي للإعلانات في لندن في عام (1923). بدأت رابطة الإعلانات النسائية في نيويورك في عام (1912) من قبل (كريستين فريدريك) وما زالت موجودة كدعاية المرأة في نيويورك. بدأت مجموعات مماثلة أخرى في مدن أخرى بما في ذلك نادي الإعلانات النسائية بسانت لويس (1916)، ونادي شيكاغو للإعلان (1917).
من المنظمات الأخرى ذات الصلة نادي الدعاية النسائية في بوسطن الذي تأسس عام (1911) للحملة من أجل الحقيقة في الإعلان.